# ヴェストマンナエイヤル
ヴェストマンナエイヤル（アイスランド語: Vestmannaeyjar）は、アイスランド南岸にある都市。